# Amphiarius rugispinis
 Amphiarius rugispinis és una espècie de peix de la família dels àrids i de l'ordre dels siluriformes.

## Morfologia
- Els mascles poden assolir 45 cm de longitud total.[2][3]

## Reproducció
Té lloc entre setembre i novembre: la femella pon 30-35 ous (els quals mesuren 14-15 mm de diàmetre) que el mascle s'encarregarà de covar a la seua boca.

## Depredadors
A la Guaiana Francesa és depredat per Arius parkeri i Hexanematichthys proops.

## Hàbitat
És un peix demersal i de clima tropical.

## Distribució geogràfica
Es troba a Sud-amèrica: des de la Guaiana fins a la desembocadura del riu Amazones.

## Ús comercial
Es comercialitza fresc, salat i congelat (aquest darrer només per a ser exportat).